# Olivier N’Zi
Yao Olivier Juslin N’Zi (* 20. Dezember 2000) ist ein ivorischer Fußballspieler.

## Karriere
N’Zi begann seine Karriere bei Olympic Sport d’Abobo. Im Februar 2019 wurde er an den österreichischen Zweitligisten FC Juniors OÖ verliehen.
Im selben Monat debütierte er in der 2. Liga, als er am 16. Spieltag der Saison 2018/19 gegen die Zweitmannschaft des FC Wacker Innsbruck in der 77. Minute für Elvir Huskić eingewechselt wurde. Nach 22 Zweitligaeinsätzen für die Juniors kehrte er in der Winterpause der Saison 2019/20 zu Abobo zurück. Im Oktober 2020 wechselte er ein zweites Mal nach Österreich, diesmal zur Kapfenberger SV. In zwei Spielzeiten kam er zu 35 Zweitligaeinsätzen für die Steirer.
Zur Saison 2022/23 wechselte N’Zi leihweise nach Belgien zum Zweitligisten RWD Molenbeek. Bei Molenbeek spielte er aber keine Rolle und kam während der Leihe zu einmal in der Division 1B zum Einsatz. Mit RWD stieg er zu Saisonende in die Division 1A auf.